# Piec szklarski
Piec szklarski – piec do wytopu szkła wykorzystywany w hutach szkła, w którym pod wpływem ogrzewania do temperatury topnienia, w obecności topników (i ewentualnie pigmentów przy produkcji szkła barwionego) następuje stopienie surowców i uzyskanie płynnej masy szklanej. 
We współczesnym przemyśle szklarskim wykorzystywane są dwa podstawowe rodzaje pieców szklarskich:
- do produkcji ciągłej – piece wannowo-zmianowe (wanny szklarskie)
  - piece wannowe płomienne
    - wanny poprzeczno-płomienne
    - wanny U-płomienne
    - wanny podwójnie U-płomienne
    - wanny z podwójnym sklepieniem
    - wanny kanałowe typu Unit Melter
    - wanny typu Fofumi (tzw. wanny rekuperacyjne)

  - piece wannowe elektryczne
    - piece wyłącznie elektryczne
    - piece płomieniowo-elektryczne
- do produkcji okresowej – piece donicowe
  - podział według sposobu wykorzystania ciepła spalin:
    - piece regeneracyjne
    - piece rekuperacyjne (rzadziej spotykane)

  - podział według usytuowania palników
    - dolnopłomienne
    - górnopłomienne
    - mieszane

Do opalania pieców płomiennych stosowane są:
- gaz ziemny
- gaz generatorowy
- olej opałowy